# Fernand Carez
Fernand Carez (Brussel, 28 oktober 1905) was een Belgisch hockeyer en ijshockeyer.

## Levensloop
Carez maakte deel uit van het Belgisch hockeyteam. Voor de nationale ploeg was hij onder meer reservespeler voor de Olympische Zomerspelen van 1928 te Amsterdam.
Ook was hij actief in het ijshockey. Het grootste deel van zijn carrière kwam hij uit voor CSH Brussels. Met deze club werd hij tweemaal landskampioen, met name in 1937 en 1939. Ook was hij actief bij Brussels IHSC en Etôile du Nord.
Met de nationale ijshockeyploeg nam hij onder meer deel aan de Olympische Winterspelen van 1936 en de wereldkampioenschappen van 1939 en 1949.